# Staňkovice (Lounyi járás)
Staňkovice település Csehországban, Lounyi járásban. Staňkovice Lišany, Zálužice, Žiželice, Postoloprty, Velemyšleves, Žatec és Bitozeves településekkel határos. Lakosainak száma 1121 fő (2024. január 1.).

## Népesség
A település lakosságának változását az alábbi diagram mutatja:
| Lakosok száma | 930  | 1261 | 1410 | 909  | 956  | 840  | 910  | 972  | 1071 | 1121 |
|               | 1869 | 1890 | 1921 | 1950 | 1980 | 2001 | 2017 | 2019 | 2022 | 2024 |